# Derodontus maculatus
Derodontus maculatus är en skalbaggsart som först beskrevs av Melsheimer 1844.  Derodontus maculatus ingår i släktet Derodontus och familjen barrlusbaggar. Inga underarter finns listade i Catalogue of Life.